# Moisés Espírito Santo
Pour les articles homonymes, voir Espírito Santo (homonymie).
Moisés Espírito Santo, né le 20 mai 1934 à Batalha dans le District de Leiria au Portugal et mort le 24 janvier 2025, est un ethnologue portugais, sociologue, professeur de sociologie et spécialiste en études de toponymie.
Il est docteur en sociologie des religions de l'École des hautes études en sciences sociales (EHESS) et professeur à l'université lusophone de Lisbonne.
Les personnes qui l'ont influencé le plus sont les portugais Vitorino Magalhães Godinho et Cardeal Saraiva, ainsi que Placide Rambaud, Émile Poulat, Carl Gustav Jung, Victor Bérard, Max Weber, Ernest Renan et Alain Peyrefitte[réf. nécessaire].

## Formation et activité académique
Jusqu'en 1963, année pendant laquelle il émigre à Paris où il restera jusqu'en 1980, il travaille au Portugal à plusieurs postes de la fonction publique. De 1963 à 1973, à Paris, il exerce la profession d'ouvrier, employé de bureau et animateur culturel dans le milieu immigrant portugais et maghrébin pour le compte de plusieurs organismes de l'État français. Il participe à des activités de diffusion et d'animation culturelle dans l'immigration portugaise, il fonde les premières associations d'immigrés (avec des activités de formation et d'animation culturelle) en collaboration avec les municipalités et les syndicats. Il crée également un journal en langue portugaise en France, le Jornal do Emigrante.
Sa vie académique et scientifique commence en 1973 quand, grâce à une licence professionnelle pour formation ou recyclage, il entre à l'École des hautes études en sciences sociales. Dans cette institution universitaire, Moisés Espírito Santo soutient une thèse en sociologie rurale, La Freguesia - Commune Rurale Portugaise: Vie Communautaire et Conflits, en 1976. Cette thèse, dirigée par le professeur Placide Rambaud, est le produit d'une recherche sociologique de terrain sur la paroisse (freguesia) de Reguengo do Fetal, de la municipalité de Batalha, dans le district de Leiria. Trois ans plus tard (en 1979), il termine une autre thèse en sociologie des religions sous le titre La religion paysanne dans le nord du Portugal (thèse de 3e cycle). Il s'agit ici du produit d'une recherche de terrain sur la religion de la région d'Entre Douro e Minho sous la direction de Placide Rambaud et d'Émile Poulat.
En l'année scolaire de 1980-1981, il est contacté par l'université nouvelle de Lisbonne, en tant professeur auxiliaire invité, pour enseigner la sociologie rurale dans le département de sociologie de la faculté de sciences sociales et humaines, d'où il prend sa retraite en 2004. Ensuite, Moisés Espírito Santo est professeur à l'université lusophone de Lisbonne.
Il meurt le 24 janvier 2025, à l'âge de 90 ans.

## Principaux livres
De ses travaux de recherche, on peut citer les travaux suivants, la plupart d'entre eux publiés par l'éditeur portugais Assírio & Alvim et par l'institut de sociologie et d'ethnologie des religions de l'université nouvelle de Lisbonne.
- 1988 - Origens Orientais da Religião Popular Portuguesa seguido de Ensaio sobre Toponímia Antiga (avec une postface deNatália Correia)
- 1989 - Fontes Remotas da Cultura Portuguesa
- 1990 - A Religião Popular Portuguesa(seconde édition) (avec une préface d'Émile Poulat)
- 1993 - Dicionário Fenício-Português: 10 000 vocábulos das línguas e dialectos falados pelos Fenícios e Cartagineses desde o século XXX a.C., englobando o fenício, o acadiano, o assírio e o hebraico bíblico
- 1997 - O Brasonário Português e a Cultura Hebraica
- 1999 - Comunidade Rural ao Norte do Tejo – Estudo de Sociologia Rural seguido de Vinte Anos Depois
- 2001 - Origens do Cristianismo Português, precedido de A Deusa Síria de Luciano de Samoçata(troisième édition)
- 2002 - A Religião na Mudança : A Nova Era
- 2005 - Cinco Mil Anos de Cultura a Oeste — Etno-História da Religião Popular numa Região da Estremadura
- 2006 - Os Mouros Fatimidas e as Aparições de Fátima (5ªediçã

## Principaux articles
- 1982 - A propósito da abertura da Portela do Homem : Minho: uma "guerrilha" secular contra o Terreiro do Paço, História no 46, Lisboa, août 1982, p. 38-44
- 1983 - La religion des paysans portugais, Paris, Archive du Centre culturel portugais de la Fundation Calouste Gulbenkian, p. 49-78
- 1983 - Langages religieux et spacialités, Espaces et culture (coordination de Pierre Pellegrino), Berne, Éditions Georgi, Saint Saphorin, p. 23-77
- 1984 - Sobre a visão e os costumes no que respeita à regionalização e à descentralização : regionalização e desintegração social., Regionalização e Desenvolvimento, Lisboa, Imprensa Nacional/Casa da Moeda, p. 77-89
- 1985 - Dois Modelos de Educação Familiar, Contexto - Revista de Estudo Multidisciplinar da Família (dirigé par l'anthropologue Manuela Fazenda), Volume 1, nº 2, Lisbonne, p. 135-147
- 1987 - Sexualidade e Religião, Sexologia em Portugal, Volume 2,(coordination de J. Allen Gomes, Afonso de Albuquerque et J. Silveira Nunes) Lisbonne, Texto Editora, p. 23-54
- 1990 - Cidade ou campo: onde se vive melhor? , Revue « Problemas e Práticas », nº 8, Lisbonne, ISCTE, septembre 1990 (avec João Ferrão, António Fonseca, Afonso Barros et Vítor Matias Ferreira).
- 1992 - A Escrita Ibérica - interpretação da escrita e da língua ‘pré romanas’, Revista Mediterrâneo - Revue pluridisciplinaire sur les sociétés méditerranéennes, nº1, Lisbonne, Instituto Mediterrâneo da Universidade Nova de Lisboa e Gráfica 2000, p. 3-5 et p. 179-220
- 1993 - O que é um Judeu ?, étude avant réédition de l'œuvre de Samuel Schwarz de 1925, Os Cristãos-Novos em Portugal no século XX, Lisbonne, Instituto de Sociologia e Etnologia das Religiões da Universidade Nova de Lisboa e Gráfica 2000, p. IX-XXII.(deux éditions)
- 1995 - O touro na Bíblia: símbolo de Deus e vítima sacrificial, Revista Mediterrâneo nº 5/6, Lisbonne, Instituto Mediterrânico da Universidade Nova de Lisboa e Gráfica 2000, juil./déc. 1994, janv./juin. 1995, p. 11-21
- 1996 - A chamada escrita ibérica: decifração de três inscrições púnicas de Espanha, Revista Mediterrâneo nº 8/9, Lisbonne, Instituto Mediterrânico da Universidade Nova de Lisboa e Gráfica 2000, 1996, p. 289-309
- 1998 - Emergência do Indivíduo na Sociedade Pós-Moderna, A Vivência do Sagrado - (Núcleo de Psicologia Transpessoal da Universidade de Lisboa), Lisboa, Editora Hugin, p. 19-28